# Bhilai Charoda
Bhilai Charoda ist eine Stadt im Distrikt Durg im indischen Bundesstaat Chhattisgarh.
Sie hatte beim Zensus 2011 rund 98.008 Einwohner.
Seit dem 8. Juni 2015 besitzt die Stadt den Status einer Municipal Corporation und ist in 40 Wards unterteilt.
Die Stadt grenzt im Westen an Bhilai (auch Bhilai Nagar) und  ist Teil der Agglomeration Durg-Bhilai mit rund einer Million Einwohnern. Raipur befindet sich 20 km östlich von Bhilai Charoda.
Im Jahr 1955 schlossen Indien und die damalige Sowjetunion ein Abkommen, um das nahe gelegene Stahlwerk zu errichten. Daraufhin wuchs die Einwohnerzahl des damaligen Dorfes rapide.
Durch Bhilai Charoda führt die nationale Fernstraße NH 6 (Durg–Raipur) sowie die Eisenbahnlinie zwischen Durg und Raipur.